# Louis-Isidore Choiselat
Louis-Isidore Choiselat (1784-1853) dit aussi Choiselat-Gallien est un orfèvre, bronzier, fondeur, ciseleur et doreur parisien,. Il dirige la maison Choiselat-Gallien de 1813 à 1847, entreprise connue surtout pour ses objets liturgiques (calices, ciboires, patènes, ostensoirs...) et bronzes d'église (chandeliers d'autel, candélabres, lustres, lampes, croix d'autel et croix de procession…). La maison prend ensuite le nom de son repreneur Poussielgue-Rusand.
Il est aussi trésorier de l’œuvre de la Propagation de la foi et le père de Charles-Isidore Choiselat

## Biographie

### Une origine modeste en province
Louis-Isidore Choiselat est né en 1784 à Provins d’un deuxième mariage de son père, père qui connait au cours de sa vie une ascension sociale certaine. De domestique, il devient vendeur de salaison ce qui fait de lui un très petit bourgeois.
Le petit Louis-Isidore a 14 frères et sœurs et il est le cadet. Son frère aîné, également son parrain, est prêtre. C’est d’ailleurs lui qui le baptise le 9 mars 1784. Un autre de ses frères, Jean-Joseph, né en 1779, étudie le droit et réalise un beau mariage avec une riche veuve, fille d’un notaire. Or, le premier mari de cette dernière était orfèvre à Provins ce qui a probablement influencé la future carrière de Louis-Isidore.

### Montée à Paris, rencontre avec le bronzier Gallien
Son père meurt en 1806. En 1809, à 25 ans, il est présent à Paris et se fait engager comme commis-marchand chez Matthieu Gallien, fabricant de bronzes, situé au 93 rue de la Verrerie et au nom d’enseigne « Au Maître de tout ». Ce dernier remarque en Louis-Isidore «un jeune homme vertueux » et lui propose sa fille ainée de 17ans comme épouse. Ils se marient en 1812 et ont rapidement 2 filles. Choiselat et Gallien s’associent ensuite et l’entreprise devient Choiselat-Gallien « Au Maître de tout, fabricant de bronzes, doreur et argenteur ».
Dès la chute du premier empire, Louis-Isidore affiche ses convictions monarchistes. Il adhère à la Congrégation en 1814, association pieuse, foyer d’ultraroyalisme. Il y fréquente l’entourage de Charles X et y noue des amitiés avec des personnages très importants.

### La Maison Choiselat-Gallien
En 1815, son fils Charles naît. La même année, il devient le seul maître de son entreprise qu’il a transporté au 21 rue de Richelieu à Paris tandis que sa famille s’installe à l’Hôtel Dodun. Il y demeure dix ans et deux garçons et deux filles y naissent.
En 1815 toujours, il reçoit le titre de fabricant de bronzes de Monsieur, frère du roi. Les nombreuses cérémonies funèbres au début de la restauration dédiés aux membres de la noblesse et de la famille royale lui permettent de fournir en location des chandeliers et candélabres. En janvier 1816, il obtient le brevet de fournisseur des ornements pour les églises et chapelles du roi. Il reçoit régulièrement des commandes des milieux royaux et nobles aussi bien pour des églises que pour des résidences.

### Influence grandissante et commandes prestigieuses
En 1820, la faction ultra arrive au pouvoir et l’influence des protecteurs de Choiselat augmente. Il en profite directement. En 1821, il fournit la garniture d’autel de la basilique Saint-Denis ainsi qu'un important ensemble de garde feux et luminaires pour le château de Saint-Cloud.
En 1822, il est trésorier de la Réunion des fabricants de bronze. En 1823, il reçoit la médaille de bronze à l’exposition des produits de l’industrie et fournit des œuvres en bronze doré pour la chapelle de la Vierge à Saint-Roch. En 1824, il crée des candélabres et luminaires pour la chapelle expiatoire.

### Une carrière à son zénith: l'église Saint-Sulpice de Paris

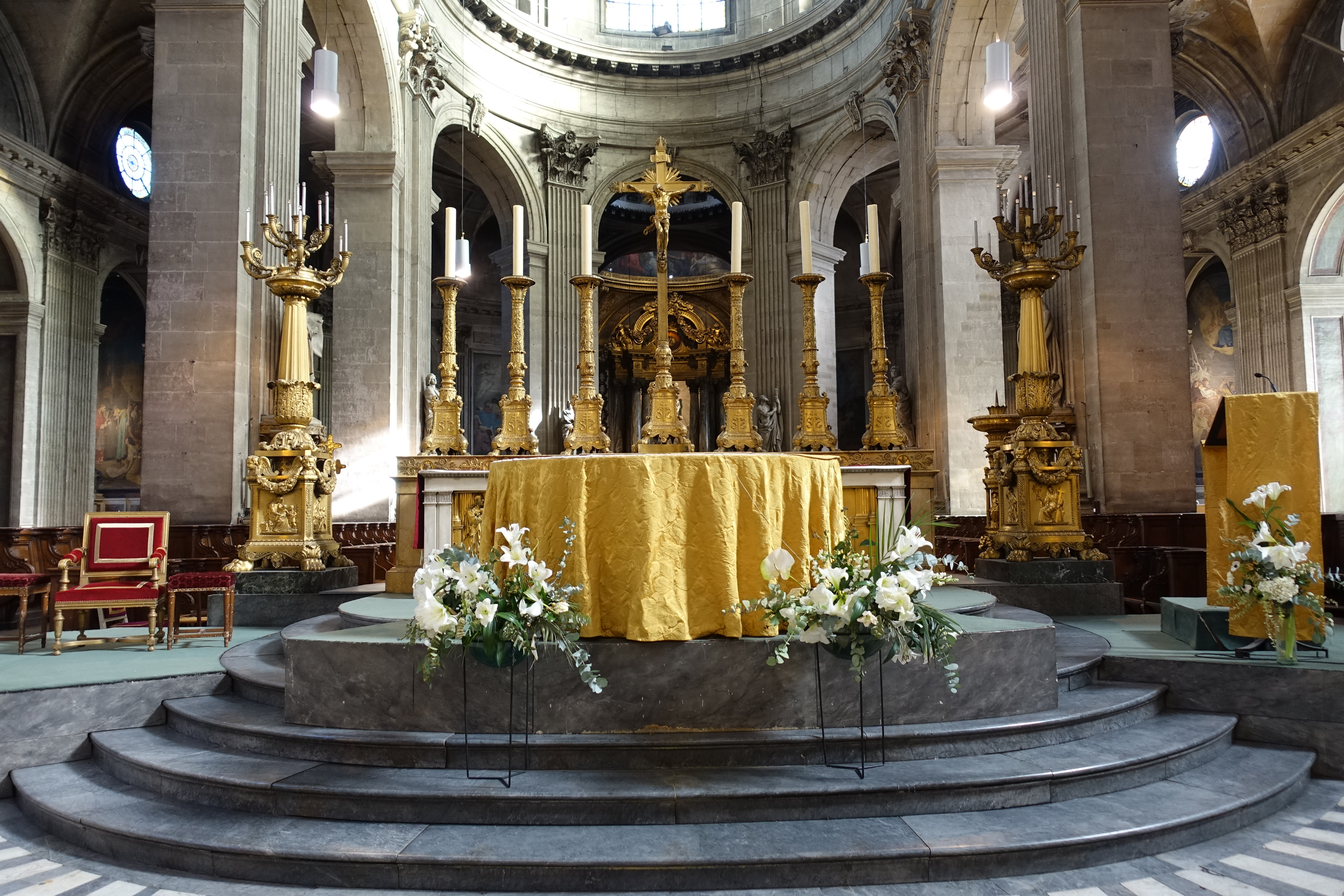
Chœur de l'église Saint Sulpice avec la garniture d'autel et les deux grands candélabres de Choiselat-Gallien.

L’avènement de Charles X correspond au sommet de sa carrière. Il a désormais le titre de fournisseur du roi et des princes. Fin 1824, début 1825, il réalise la garniture d’autel de la Cathédrale de Reims pour le couronnement de Charles X puis il fournit pour l'autel de la chapelle du roi une garniture d'autel complète, deux chandeliers d'acolytes et quatre autres chandeliers. L'ensemble du devis s'élève à 24 610 francs, ce qui est perçu comme une somme élevée.
À la même époque, il commence à travailler pour l'église Saint-Sulpice qui va devenir sa vitrine,. Il réalise d'abord le tabernacle en bronze doré, dont la forme imite un temple classique. Fin 1824, son entreprise désormais située au 8 rue du pot au fer, livre à cette même église une exposition constituée d'anges et de palmiers ainsi qu'une paire d'anges adorateurs pour les adorations du Saint Sacrement. En 1825, il réalise l'impressionnante garniture du maître-autel en bronze doré de la même église Saint-Sulpice. En 1826, ce sont deux pupitres qui viennent s'ajouter au mobilier de l'église. Il réalise par la suite l'impressionnant antependium du maitre-autel, les grands candélabres qui l'encadrent (selon un dessin de Victor Baltard), une Vierge selon le modèle de Bouchardon (1832), des lampes... La presse catholique l'encense et il remporte des récompenses comme une médaille d'argent en 1827 lors de l'exposition des produits de l'industrie pour les candélabres mentionnés précédemment.

### L'œuvre de la Propagation de la Foi
En 1830, il devient trésorier de l’œuvre de la Propagation de la Foi, travail qu’il exerce bénévolement. En 1834, pour cette œuvre, il rencontre le pape Grégoire XVI qui, par la même occasion, lui décerne le titre de fournisseur de bronzes du Saint Siège pour la France.

### Fin de carrière et décès
En 1844, l'entreprise déménage rue Cassette. La même année, une de ses filles décède prématurément à 29 ans.
En 1845, il revend son entreprise à son ami le libraire Poussielgue-Rusand pour la somme de 100 000 francs. La société est néanmoins gérée en cogestion de 1845 à 1847. Le libraire Poussielgue-Rusand meurt en 1849 et c'est Placide, le fils de ce dernier qui reprend l'affaire.
Malade et handicapé dans ses dernières années, Choiselat meurt le 9 mai 1853. Ses obsèques ont lieu dans l’église pour laquelle il avait tant travaillé, Saint-Sulpice. Une foule nombreuse y assiste.
Homme droit, homme de convictions et de talent, la presse catholique lui rend un vibrant hommage. Il est enterré au cimetière Montparnasse.

## Œuvres

### Œuvres religieuses
Les œuvres religieuses de la Maison Choiselat-Gallien sont souvent de style néoclassique, style en vogue en ce début de XIXe siècle. La maison crée également des œuvres de styles XVIIIe siècle (ex : chandeliers du Sacre de Charles X), traduction visuelle du programme politique de la Restauration. Enfin, ces deux styles se mélangent parfois dans un même objet. C'est le cas d'un modèle de chandeliers d'autel que Choiselat fournit à plusieurs grandes églises parisiennes ainsi qu'à des basiliques et cathédrales françaises.
Les premières œuvres, bien qu'elle correspondent parfois à des modèles préétablis, font souvent l'objet de personnalisation. Ainsi, sur une des faces du pied des chandeliers du maitre-autel de l'église Saint-Étienne-du-Mont, on trouve un S et un E entrelacé (comme Saint-Etienne). À St Denis du Saint Sacrement, pour des chandeliers aux pieds très similaires, une des faces représente Saint Denis en habit d'évêque... Toujours pour ces premières œuvres, des croquis semblent systématiquement établis. Avec le temps, le développement de l'entreprise et l'augmentation des commandes, la production devient plus sérielle et un premier catalogue/album est édité en 1846. Le client n'a plus qu'à choisir un modèle sur gravure ; les œuvres ne sont plus faites sur mesure.
L'un des premiers produits néogothiques de la maison est une châsse, exposé en 1827. Signe des temps, un catalogue édité en 1846 contient quelques éléments néogothiques mais ceux-ci restent néanmoins minoritaires.
Quelques œuvres, principalement des garnitures d'autel, facilement repérables, sont listées ci-dessous :
- Garniture du maître autel de la basilique Saint-Denis (1820)[18],[19]
- Garniture du maître autel de la cathédrale du Mans (1820)[20]
- Garniture du maître autel de la cathédrale de Rennes (1823)[21]
- Garniture du maitre autel de l’église Saint-Sulpice de Paris (1825) mais aussi pour la même église, tabernacle et anges adorateurs (1824), deux pupitres (1826), statue de la Vierge d'après Bouchardon (1832), antependium (1829), châsse de Saint Denis (1829), décor de la chapelle du Sacré-Cœur (1825)[10]...
- Garniture du maître-autel de la cathédrale de Reims pour le sacre de Charles X (1825). La croix mesure 2,6 m et les chandeliers 1,95 m.
- Pendule gothique achetée par le Roi (1827)
- Garniture du maître autel de la basilique Saint-Sauveur de Rennes (1827)[21]
- Garniture du maître autel de la cathédrale d’Auch (1828)
- Chandelier pascal pour l'église Sainte Elisabeth de Paris (1828)[22]
- Exposition et anges adorateurs pour la cathédrale de Bourges (1830)[23]
- Garniture du maître autel pour l'église Saint-Denys-du-Saint-Sacrement de Paris (entre 1826 et 1835)[20]
- Garniture du maître autel de la cathédrale d'Arras (probablement dans les années 1820-1830). La garniture est par la suite dispersée entre la cathédrale et d'autres églises[24].
- Maître-autel de la cathédrale de Montauban (bronzes décoratifs) et garniture complète (vers 1837)[25]. Seule la garniture semble subsister dans la cathédrale actuellement[26].
- Statue de Notre-Dame d'Afrique (vers 1840), copie de celle réalisée pour St Sulpice en 1832 (modèle de Bouchardon)
- Garniture du maître autel de l'église Saint-Vincent-de-Paul de Paris (dans les années 1840)[20]. Cette garniture est ensuite reproduite pour l'église du Panthéon (ancienne basilique Sainte Geneviève). Cette dernière est visible aujourd'hui dans la cathédrale d'Arras. Elle est d'un style très éclectique et s'éloigne du néoclassique très sage du début du siècle.
- Garniture du maître autel de la cathédrale Notre-Dame-de-la-Sède de Tarbes (1846)[27]
- Garniture du maître autel de l'église Saint-Germain-l'Auxerrois de Paris (date inconnue, avant 1846)[20]
- Garniture du maître autel de l'église Notre-Dame-de-Lorette de Paris (date inconnue, avant 1846)[20]. Garniture disparue (peut-être dans les troubles de la Commune)
- Garniture du maître autel de l'église Saint-Étienne-du-Mont de Paris (date inconnue)[20]. Une autre garniture plus petite, aux corps cannelées, est également présente dans l'église.
- Garniture du maître autel de la basilique Notre Dame des Victoires de Paris (date inconnue)

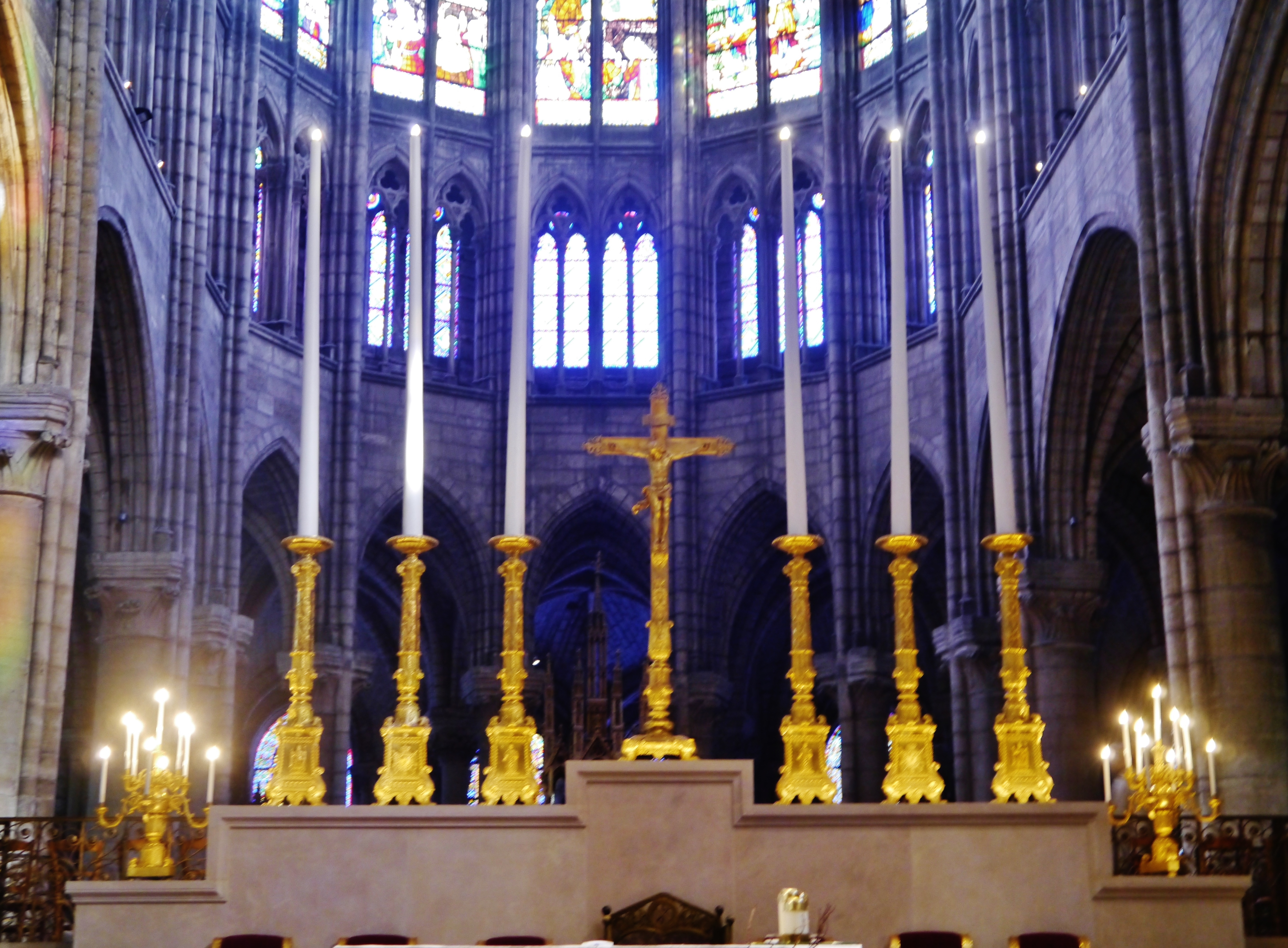
Garniture de l'autel de la basilique Saint-Denis.
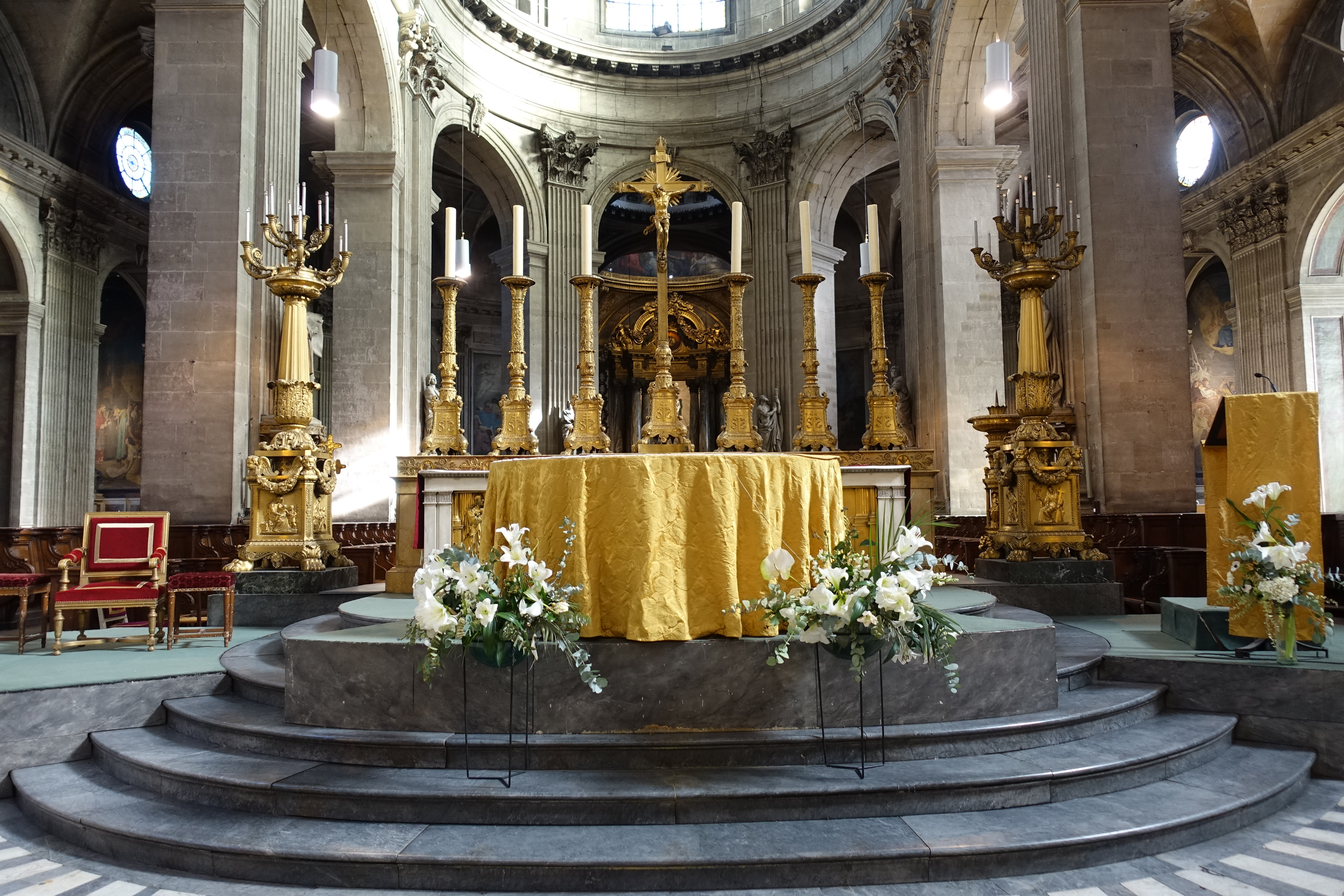
Garniture de l'autel de l'église Saint Sulpice de Paris.
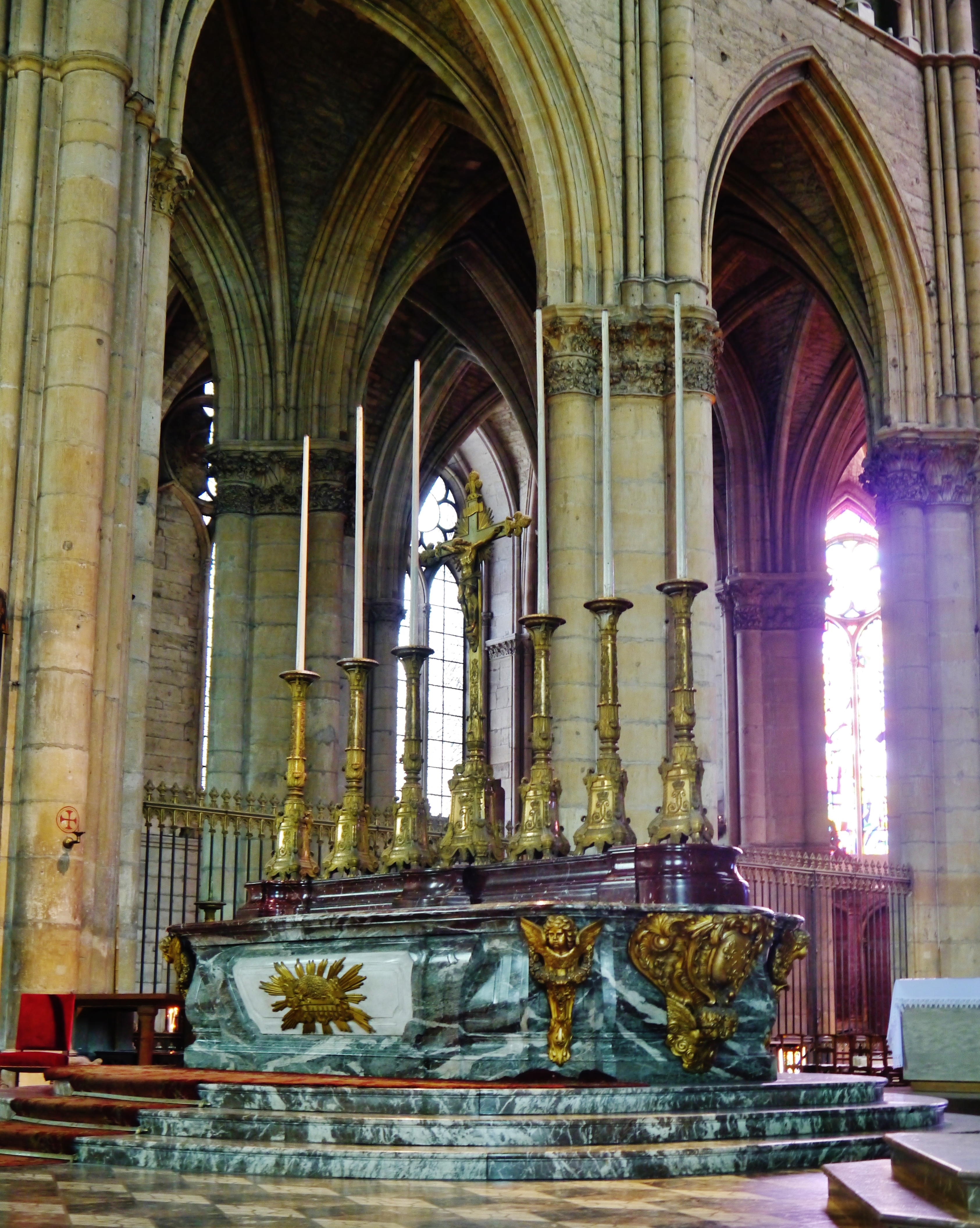
Garniture de l'autel de la cathédrale de Reims.
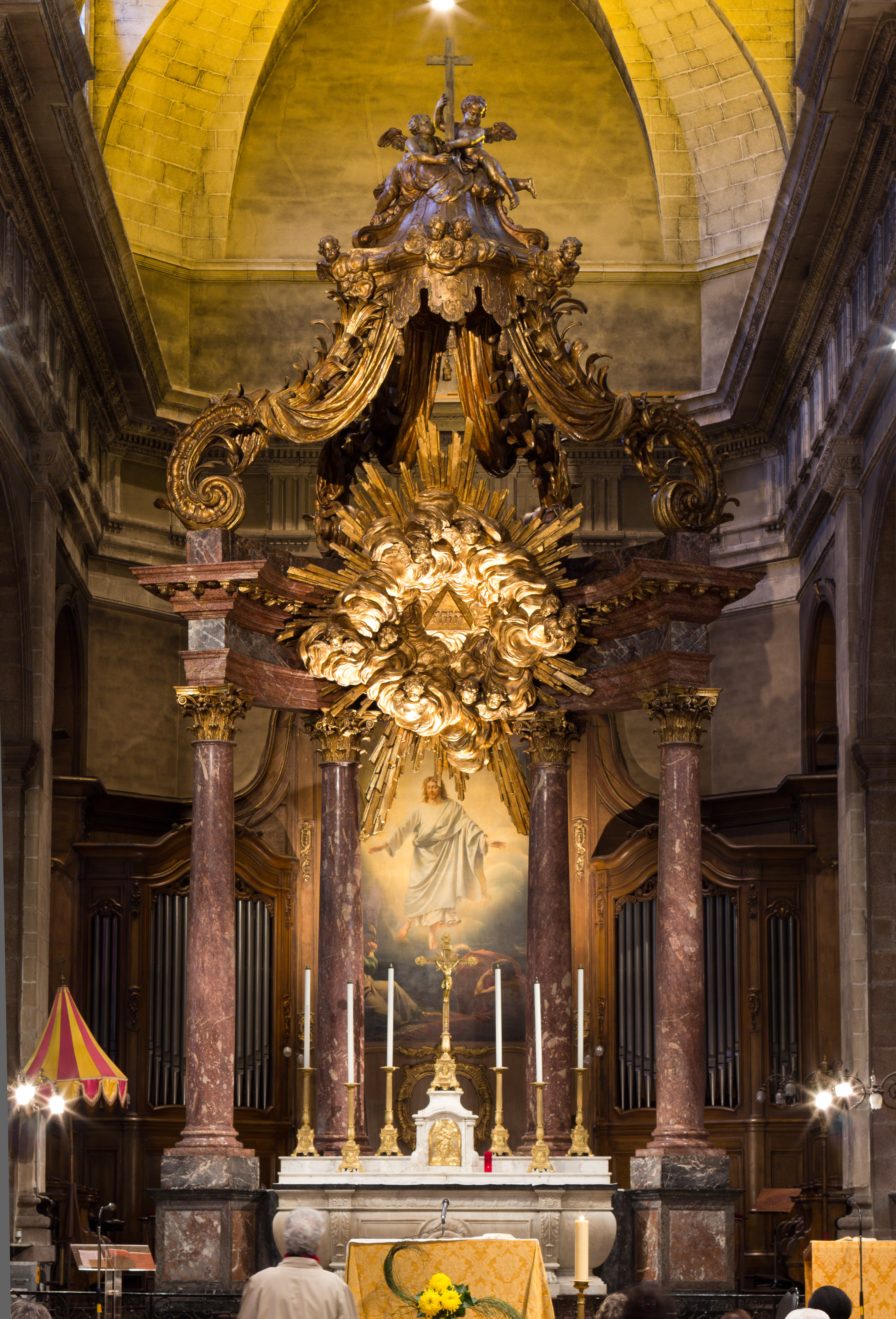
Garniture de l'autel de la basilique St Sauveur de Rennes.
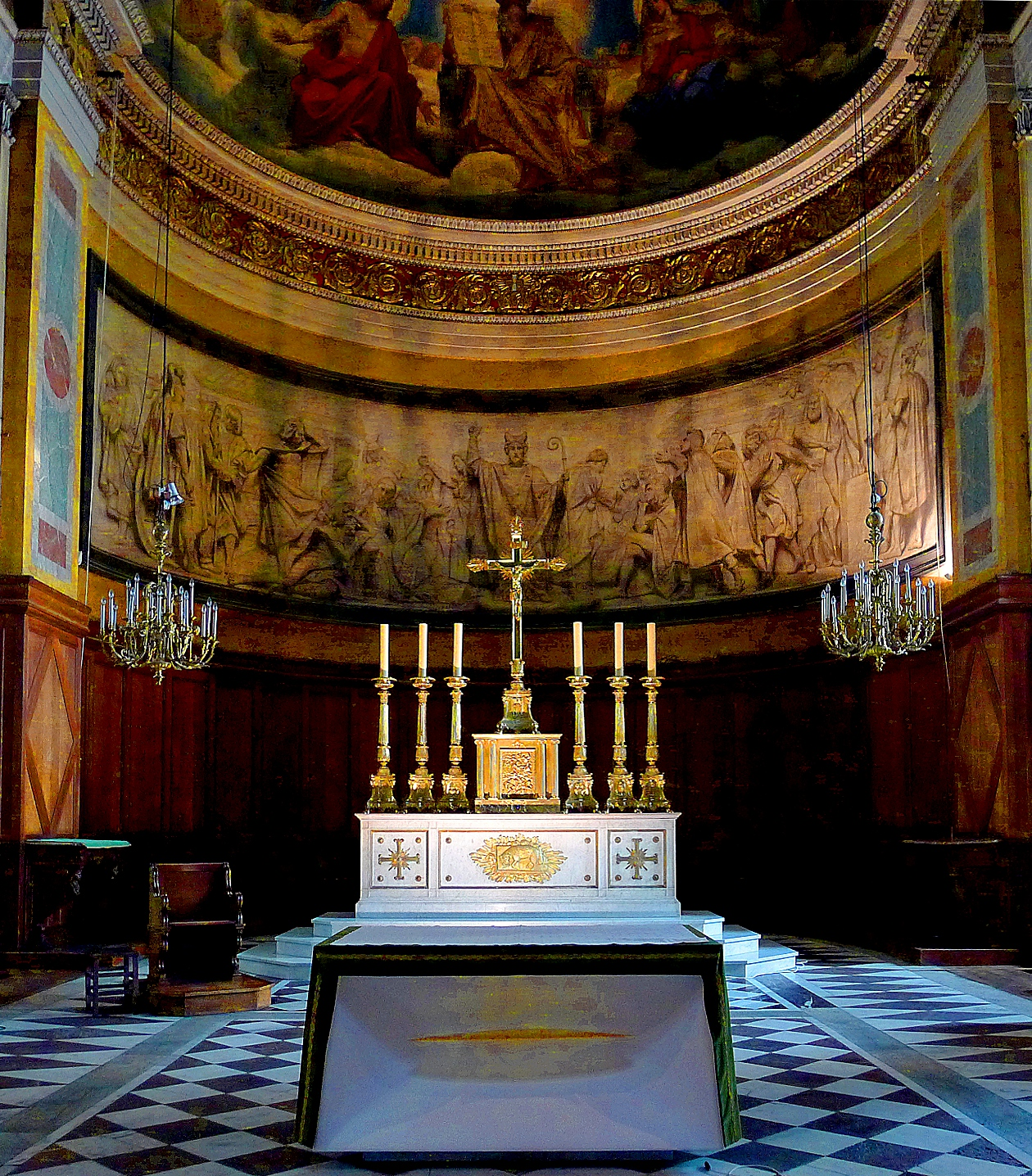
Garniture de l'autel de l'église Saint-Denys-du-Saint-Sacrement.

La maison Poussielgue-Rusand continue de produire des objets de la maison Choiselat-Gallien bien après 1847. En l'absence de données accessibles permettant de dater certains objets, il est difficile de savoir s'ils proviennent d'une commande auprès de la maison Choiselat-Gallien ou de la Maison Poussielgue-Rusand. En tout cas, les œuvres listées ci-dessous sont issues des modèles créés par Choiselat-Gallien :
- Garniture du maître-autel de la basilique-cathédrale de Boulogne sur Mer (l'autel date de 1866). La garniture est en partie dispersée au XXe siècle. Un chandelier est désormais actuellement dans l'église Saint-Patrick de la même ville[28]
- Garniture du maître-autel de la Collégiale Saint-Agricol d'Avignon[29]
- Garniture du maître-autel de la Chapelle royale de Versailles
- Garniture du maître-autel de la Chapelle des Gobelins[30],[31],[32],[33],[34],[35]
- Garniture du maître-autel de la Basilique Saint-Aphrodise de Béziers[36]
- Garniture du maître-autel de la cathédrale Marie Reine du monde de Montréal (Québec)
- Garniture du maître-autel de la cathédrale de Verdun
- Garniture du maître-autel de la cathédrale de Sées
- Garniture du maître-autel de l'église Saint-Pierre-et-Saint-Paul de Montreuil [37]
- Garniture du maître-autel de la collégiale Saint-André de Grenoble[38]
- Garniture du maître-autel de l'église Saint-Vincent de Carcassonne
- Garniture du maître-autel de la cathédrale Saint-Michel de Carcassonne
- Garniture du maître-autel de l'église Saint-Christophe de Tourcoing
- Garniture du maître-autel de la collégiale Saint-Évroult de Mortain
- Garniture du maître-autel de la basilique Saint-Gervais d'Avranches
- Garniture du maître-autel de la chapelle de la maison diocésaine d'Avignon
- Garniture du maître-autel de l'église Notre Dame du Marthuret de Riom[39]
- Garniture d'autel de la cathédrale Saint-Louis de La Rochelle

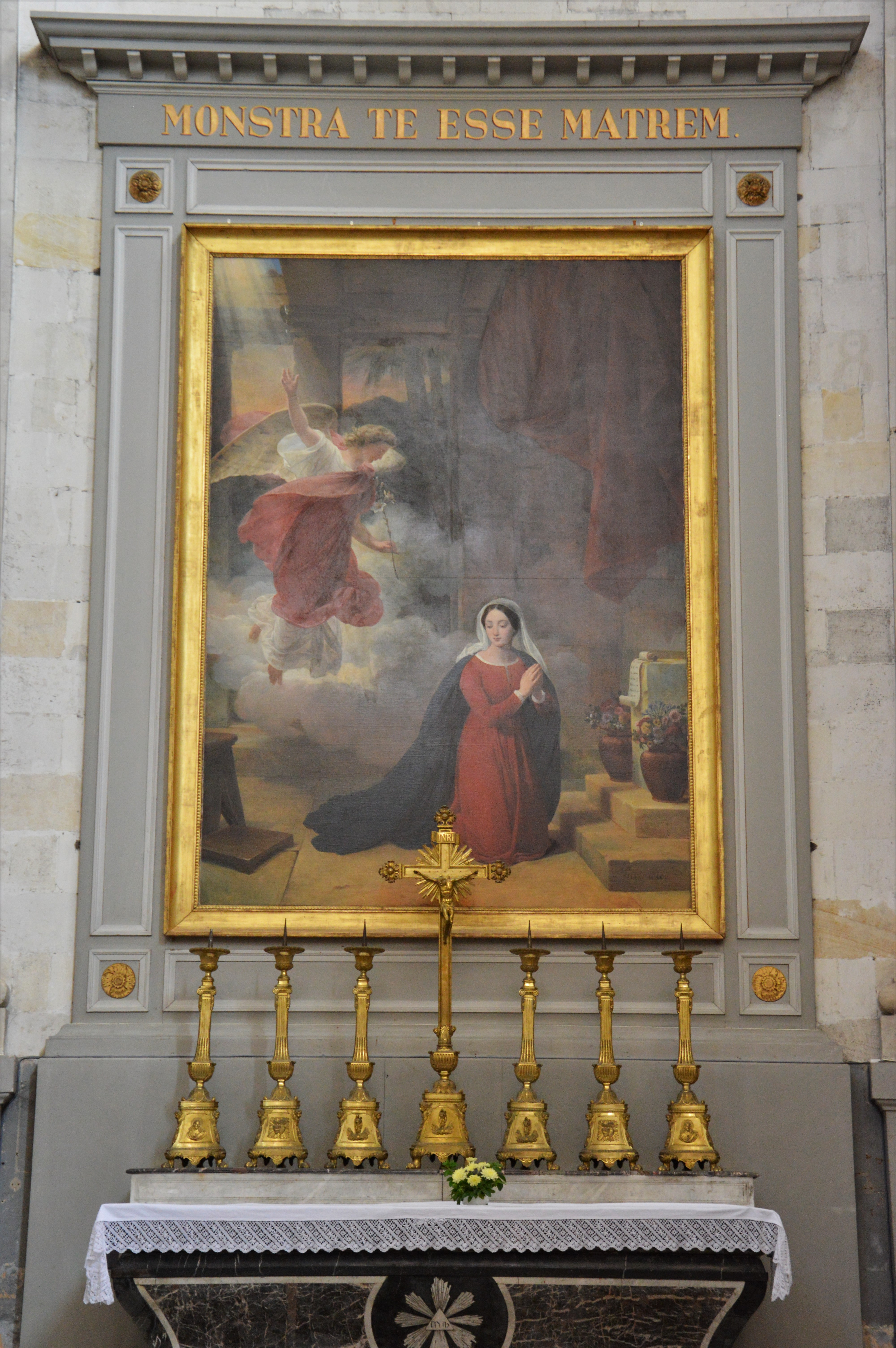
Garniture d'autel dans la cathédrale de La Rochelle.
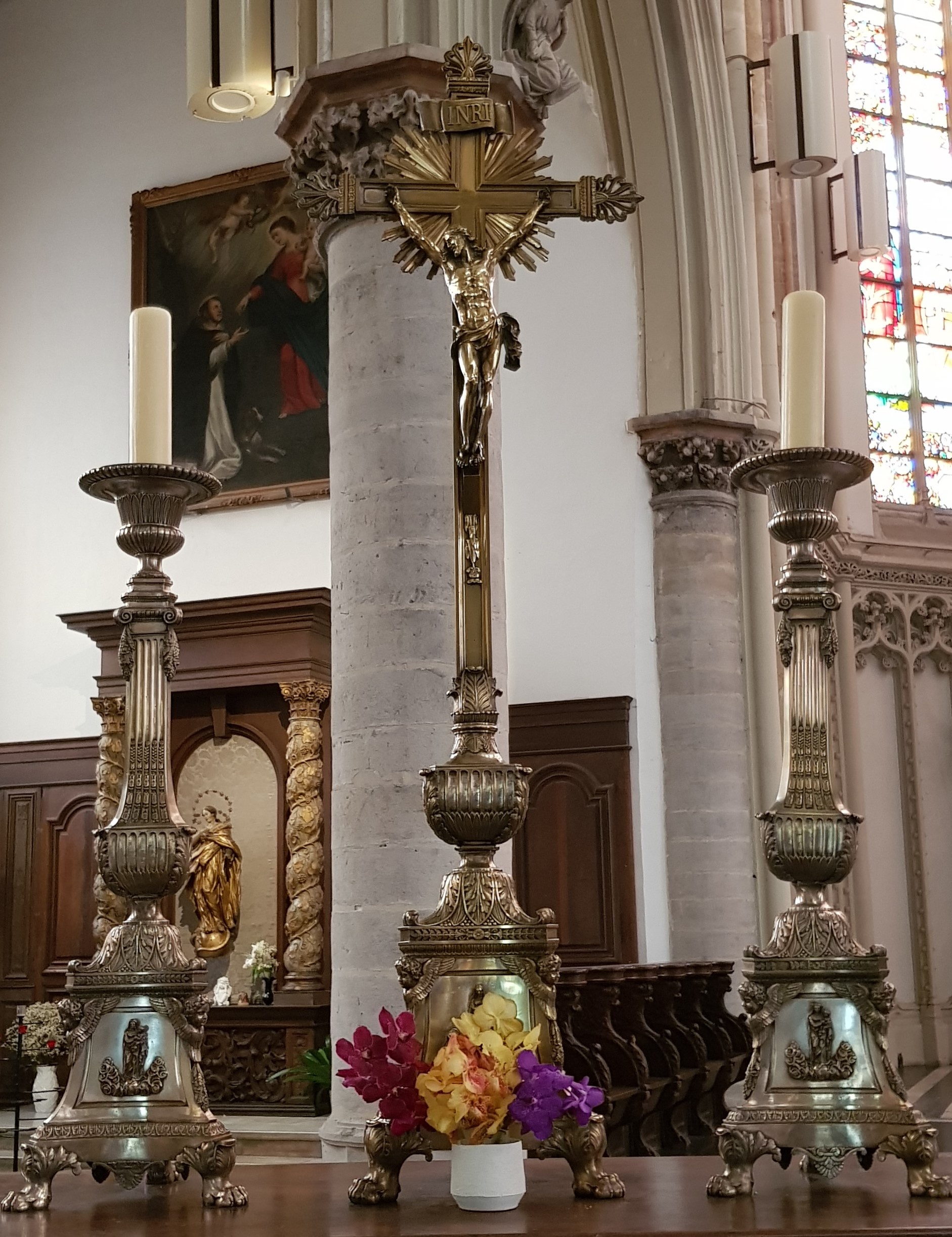
Garniture d'autel dans l'église Saint-Christophe de Tourcoing.
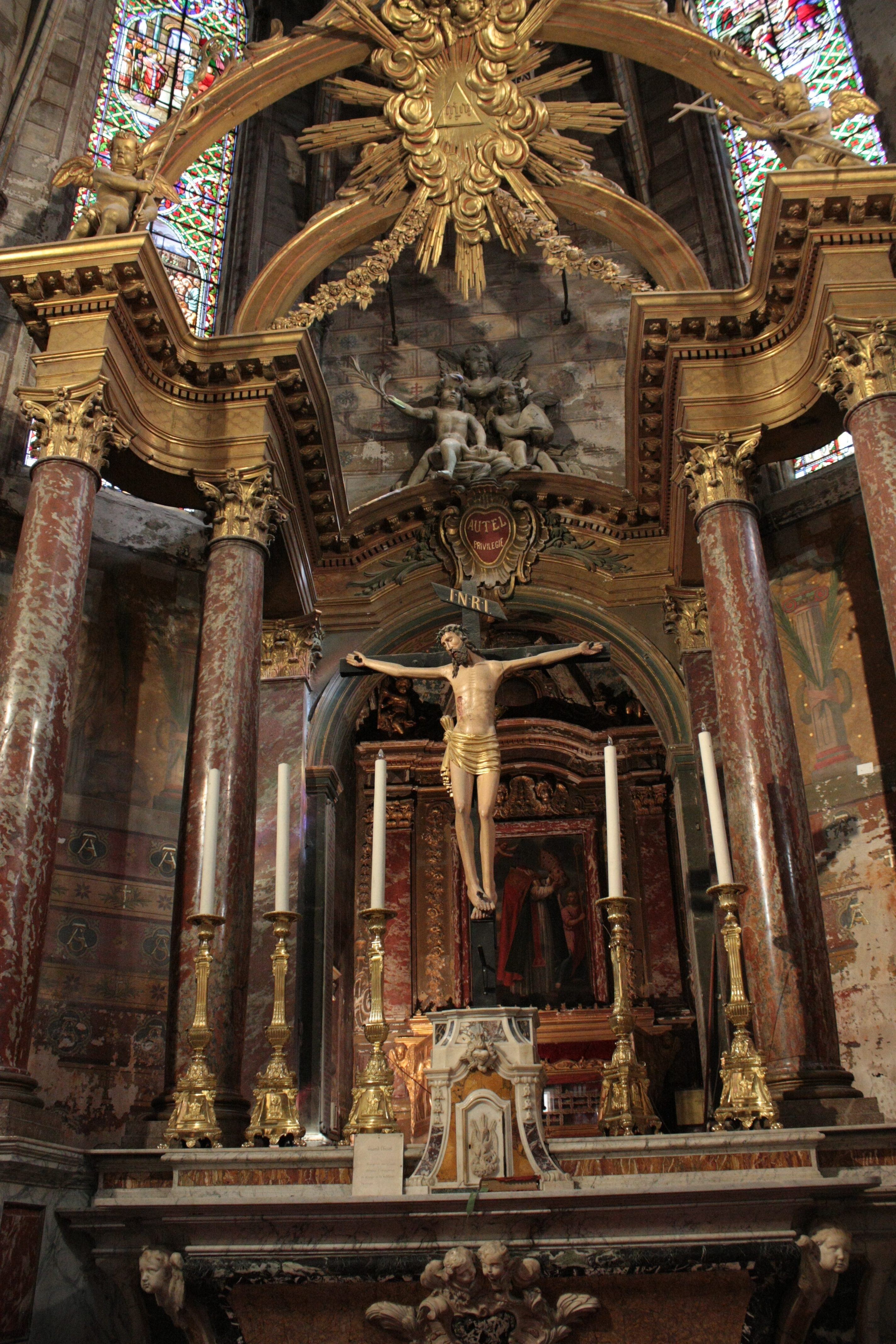
Garniture du maître autel dans la basilique Saint-Aphrodise de Béziers.
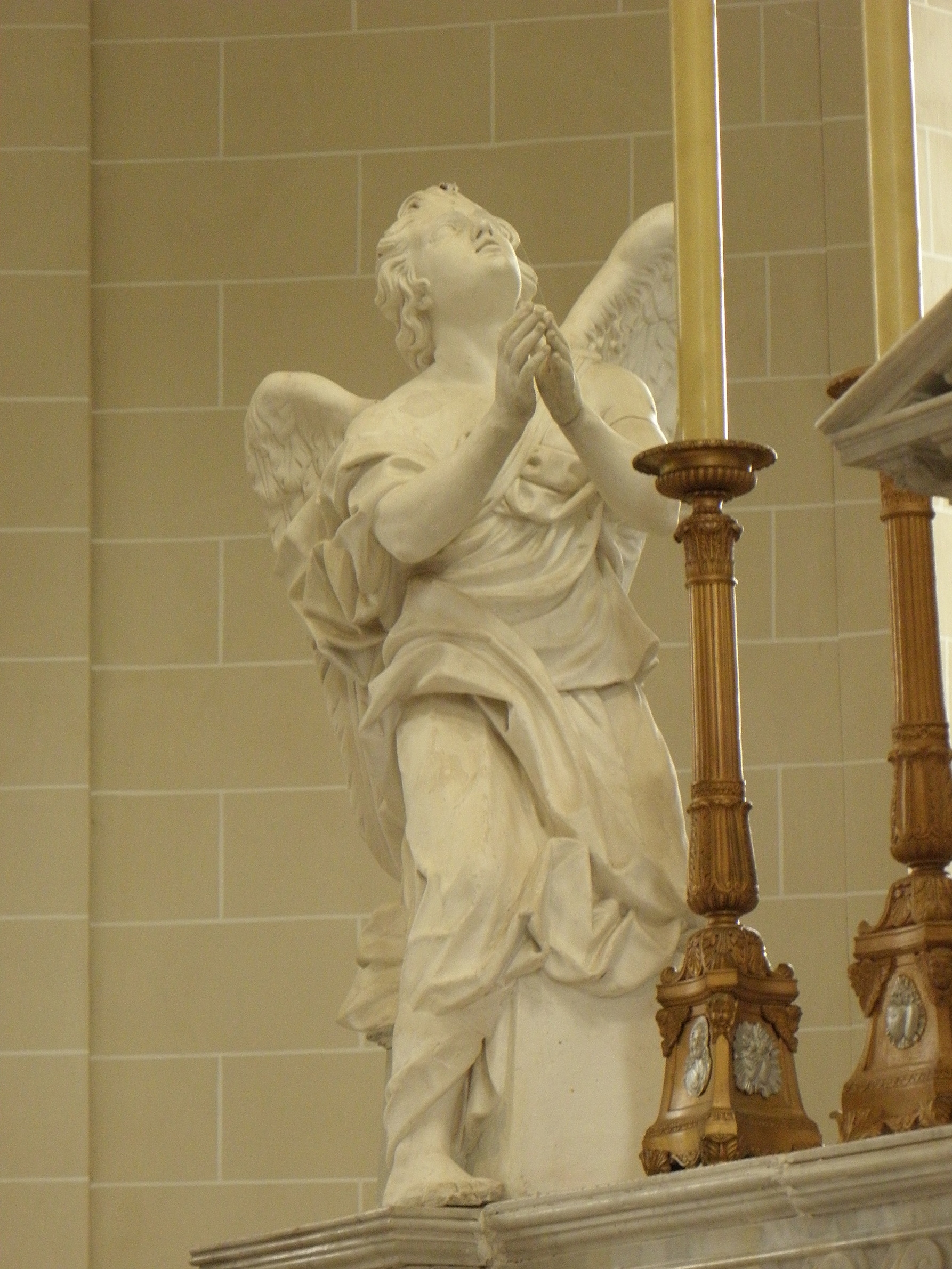
Garniture du maître autel de la basilique Saint-Gervais d'Avranches (détail).
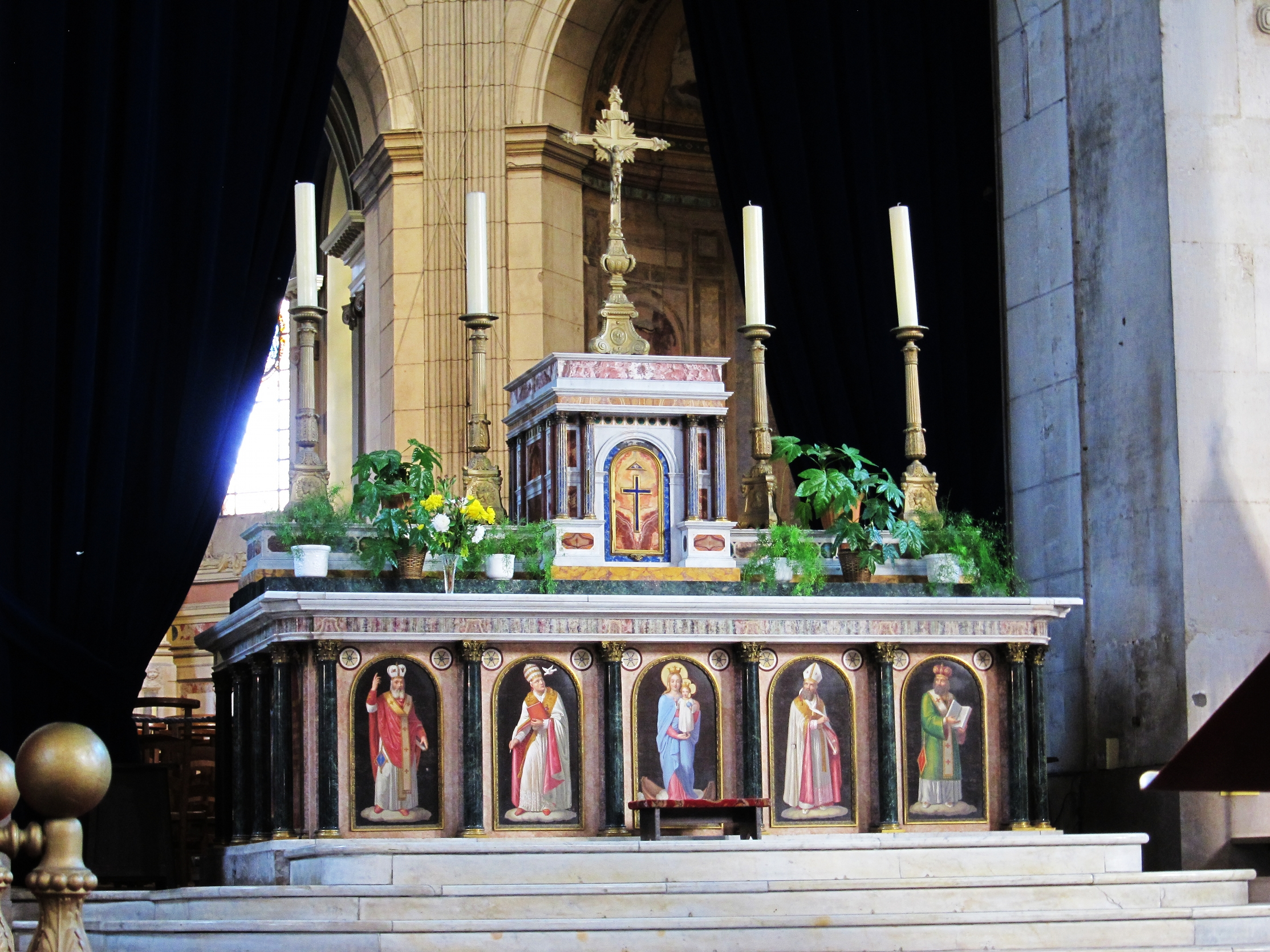
4 chandeliers, reste d'une ancienne garniture issue d'un modèle de Choiselat-Gallien. Cathédrale de Boulogne sur Mer.
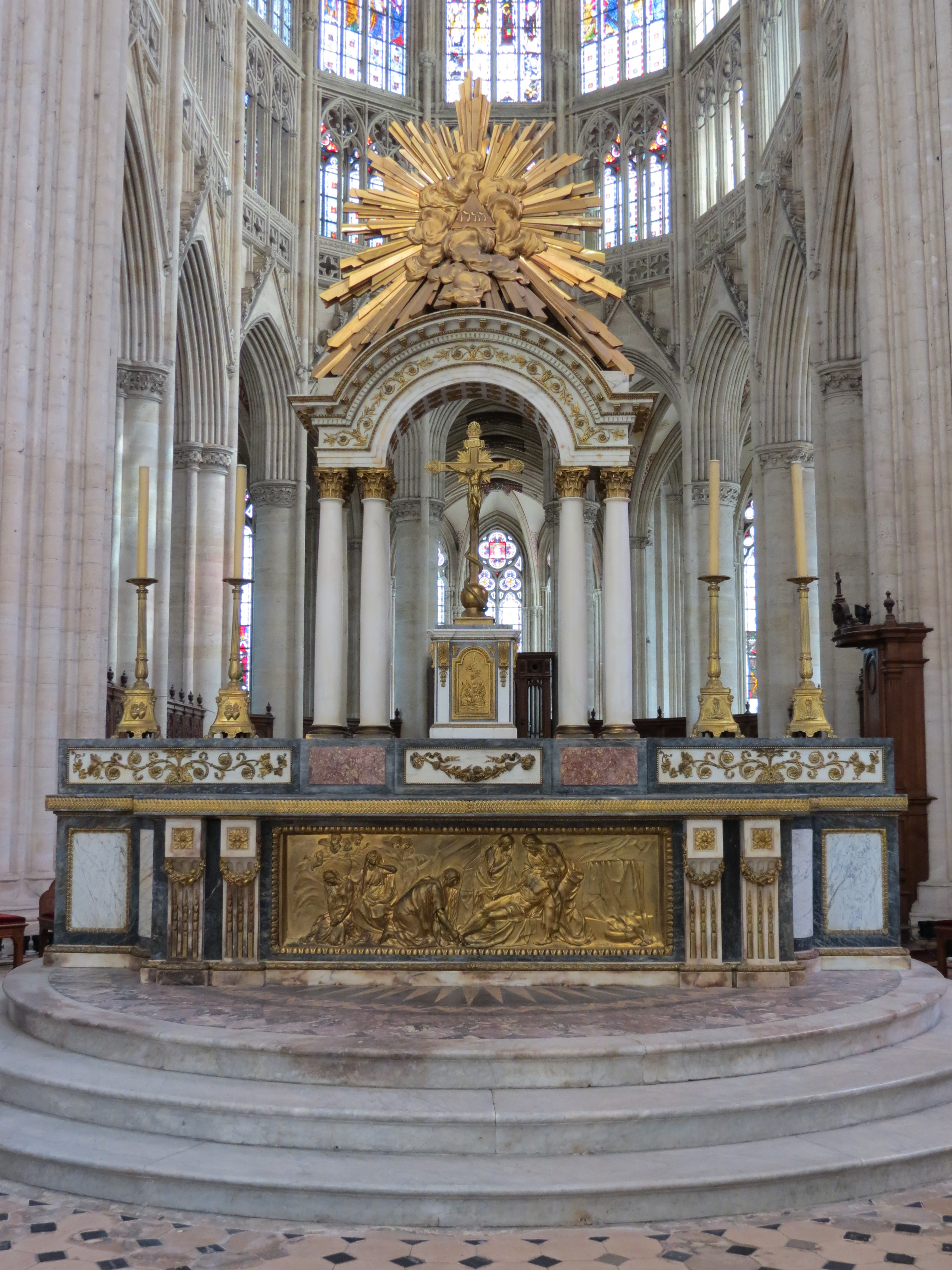
4 chandeliers et une croix, reste d'une garniture issue d'un modèle de Choiselat-Gallien. Cathédrale de Sées.
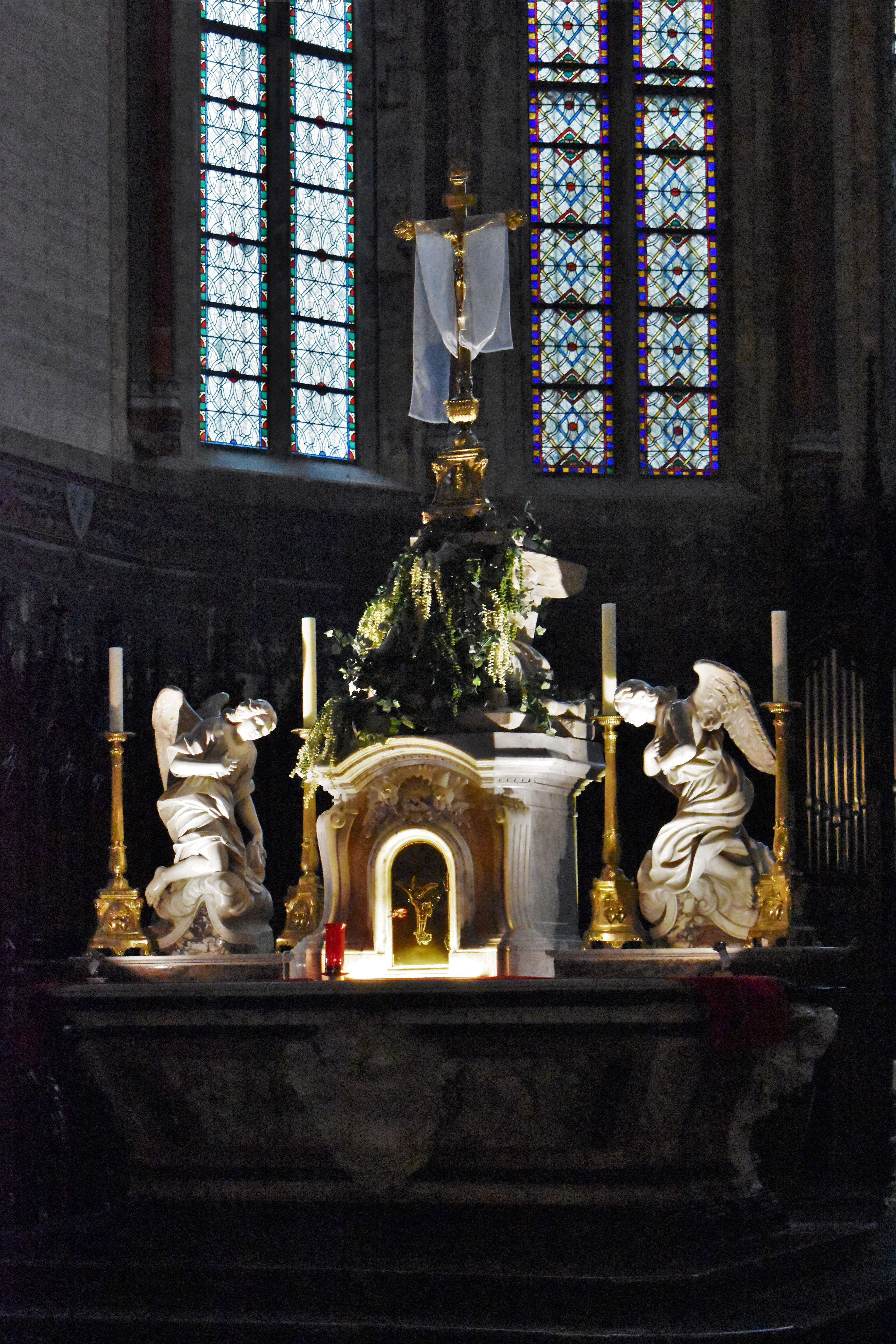
4 chandeliers et une croix, reste d'une garniture issue d'un modèle de Choiselat-Gallien. Cathédrale de Carcassonne.
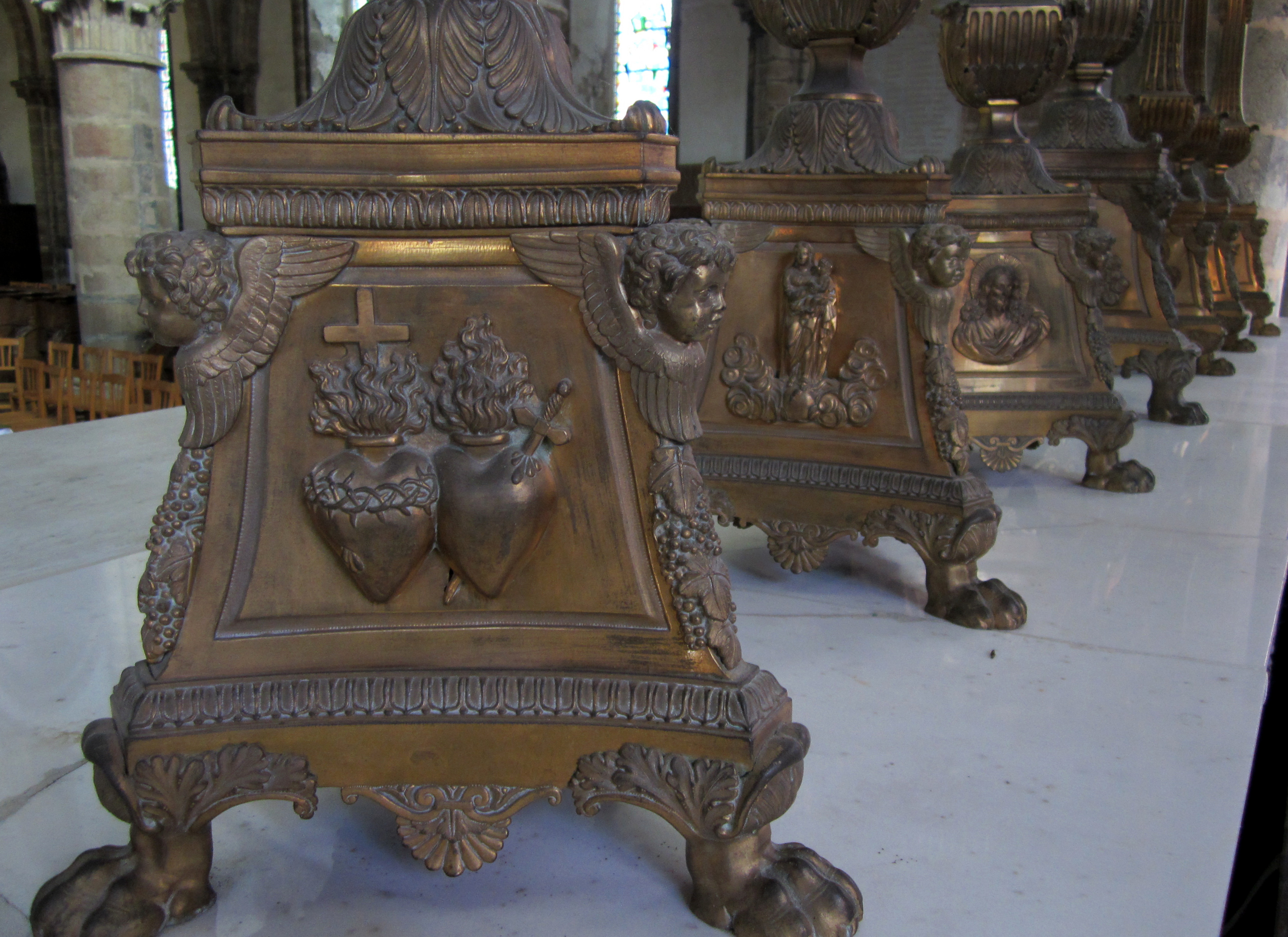
Pieds de la garniture du maître-autel de la collégiale Saint-Évroult de Mortain.

### Œuvres Profanes
Tout au long de sa carrière, Louis-Isidore produit des œuvres destinées à orner les résidences privées ou les palais comme des pendules ou des petits luminaires. La documentation les concernant est moins abondante que celle concernant les œuvres religieuses. Néanmoins, elles sont régulièrement aperçues lors de ventes aux enchères,,,.
Elles sont très souvent de style néoclassique et s'inscrivent dans une continuité certaine avec les œuvres de l'époque Empire.
Thomire collabore avec lui et revend certaines de ses productions.
Dans les collections publiques :
- Pendule de Jason décrochant la toison d'or au musée national du château de Malmaison[45],[40]
- Pendule La Religion du Mobilier national[46]

#### Généralités
- Alfred de Champeaux, Dictionnaire des fondeurs, ciseleurs, modeleurs en bronze et doreurs, depuis le Moyen Âge jusqu'à l'époque actuelle, A - C, J. Rouam, 1886, 357 p. (lire en ligne), p. 288
- Laurent de Commines, Eric Gizard, Galeries nationales du Grand Palais et Réunion des musées nationaux, Un âge d'or des arts décoratifs, 1814-1848 : Galeries nationales du Grand Palais, Paris, 10 octobre-30 décembre 1991., Réunion des musées nationaux, 1991  (ISBN 2-7118-2465-9 et 978-2-7118-2465-6)
- Elisabeth Pauly, « Un fidèle serviteur du trône et de l'autel : Louis-Isidore Choiselat, fabricant de bronzes, 1784-1853 », Bulletin De La Société De L'Histoire De L'Art Français / Société De L'Histoire De L'Art Français,‎ 2007 (2008), p. 311-341
- Bernard Berthod, Elisabeth Hardouin-Fugier, Gaël Favier (préf. Alain Erlande-Brandenburg), Dictionnaire des arts liturgiques, Frémur éditions, 2015, 512 p. (ISBN 979-10-92137-05-7)

#### Catalogues/albums commerciaux
Un catalogue commercial est désormais accessible en ligne :
- Choiselat-Gallien et Poussielgue-Rusand, Catalogue des bronzes pour les églises et des vases sacrés, Paris, 1846 (lire en ligne). Ce catalogue est édité lors de la phase de cogestion avec Poussielgue-Rusand.